# Schwebheim
Schwebheim – miejscowość i gmina w Niemczech, w kraju związkowym Bawaria, w rejencji Dolna Frankonia, w regionie Main-Rhön, w powiecie Schweinfurt. Leży około 6 km na południe od Schweinfurtu, przy drodze B286.

## Demografia

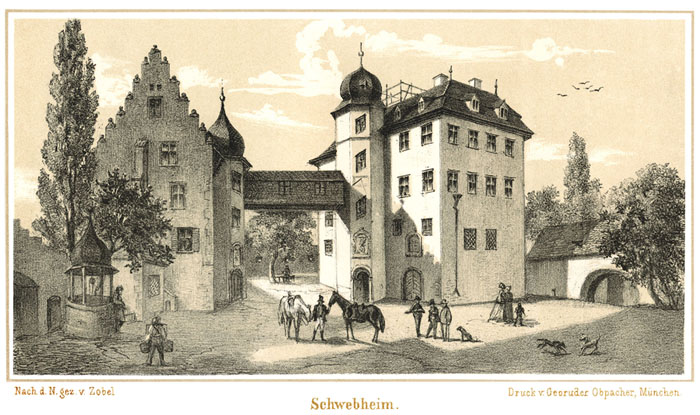
Zamek Schwebheim w 1870

| Rok  | Liczba mieszk. |
| ---- | -------------- |
| 2004 | 4 049          |
| 2005 | 4 071          |

## Współpraca
Miejscowości partnerskie:
- Mariańskie Łaźnie, Czechy (od 1985)
- Poggersdorf, Austria

## Zabytki i atrakcje
- zamek Schwebheim
- kościół

## Osoby urodzone w Schwebheimie
- Abraham Adler (1850-1922)
- Ernst von Bibra (1806 - 1878), naukowiec, pisarz